# 約翰·霍華德·辛頓
約翰·霍華德·辛頓（英語：John Howard Hinton，1791年3月23日—1873年12月11日）是一名英國作家和浸信會牧師，他與他的兄弟艾薩克·泰勒·辛頓（Isaac Taylor Hinton）一起出版了《北美合眾國的歷史與地形》（The History and Topography of the United States of North America）以及許多其他作品。他是外科醫師詹姆斯·辛頓的父親，也是數學家和科幻小說作家查理斯·霍華·辛頓的祖父。

## 生平
約翰·霍華德·辛頓於1791年出生在牛津，父親是詹姆斯·辛頓（James Hinton），母親是安·辛頓（Ann Hinton）。詹姆斯·辛頓是牛津的一名牧師，並經營一所學校。辛頓在父親的學校受教，並在那裡與愛德華·斯蒂亞尼成為朋友。辛頓最初在雷丁布道，之後成為倫敦一所浸信會教堂的牧師，以獨立、新穎的布道方式著稱，並熱衷於宗教和政治自由的倡導者，例如，他認為懲罰「違反道德」（例如說謊）是教會的責任，而國家應只限於執行「違反社會的罪行」（可能包括前者，例如盜竊）。
多年來，辛頓與他一生的好友斯蒂亞尼擔任浸信會聯盟的聯合秘書。
1840年，他參加了世界反奴隸制大會，並在艾薩克·克魯森面前的一幅群畫中被捕捉到。
1865年，他出版了第六卷也是最後一卷講道。他被認為認為上帝不一定是好的，但卻是不論他的作為如何都值得敬拜的存在。
辛頓於1873年在布里斯托逝世，享年82歲。

## 著作
- Memoir of William Knibb, Missionary in Jamaica, 1847, accessed April 2009
- The Theological Works of Rev. John Howard Hinton, MA, in 6 volumes
- A Biographical Portraiture of the Late Rev. James Hinton, M.A. Pastor of a congregational church in the city of Oxford.